# Зулэгт
Зулэгт (монг. Зүлэгт) — посёлок городского типа и административный центр сомона Иххэт аймака Дорноговь в юго-восточной Монголии.
В посёлке находится карьер по добыче плавикового шпата.